# Caleta Urco
La Caleta Urco, simplemente denominada como Urco es una localidad de la Comuna y Provincia de Tocopilla, dentro de la Región de Antofagasta, es orillada por el Océano Pacífico y conectada por la Ruta 1, esta a 43 km de Tocopilla y a 231 km de Antofagasta. Según el Instituto Nacional de Estadísticas cuenta con una población de 118 habitantes.